# Bertula abjudicalis
Bertula abjudicalis är en fjärilsart som beskrevs av Walker 1858. Bertula abjudicalis ingår i släktet Bertula och familjen nattflyn. Inga underarter finns listade i Catalogue of Life.